# Madinat al-Awda
Madinat al-Awda, en arabe : مَدينَة العودة, est un village du gouvernorat de Gaza en Palestine, situé dans la banlieue nord-ouest de la ville de Gaza, le long de la côte méditerranéenne et entre le camp de réfugiés al-Shati et le quartier Al-Atatra de la ville de Beit Lahia. Selon le recensement du bureau central palestinien des statistiques, la localité compte une population de 590 habitants en 2006.